# زیلک لیپوک
زیلک لیپوک (به انگلیسی: Silke Lippok) (زادهٔ ۳۱ ژانویهٔ ۱۹۹۴) شناگر اهل آلمان است.